# Бобриковская волость
Бобриковская волость — историческая административно-территориальная единица Миуского, затем Таганрогского округа Области Войска Донского с центром в слободе Бобриково.
По состоянию на 1873 год состояла из слободы и 3-х поселков. Население — 3656 человек (1839 мужского пола и 1817 — женского), 575 дворовых хозяйств и 9 отдельных зданий.
Поселения волости:
- Бобриково — слобода над рекой Нагольная за 130 верст от окружной станицы, 1502 человека, 237 дворовых хозяйства и 3 отдельных дома, в хозяйствах насчитывалось 50 плугов, 235 лошадей, 205 пар волов 1410 обычных и 100 тонкорунных овец;
- Новокрасновка — посёлок над рекой Нагольная за 135 верст от окружной станицы, 1026 человек, 171 дворовое хозяйство и 3 отдельных дома;
- Тузловское — село над рекой Тузлов в 120 верстах от окружной станицы, 637 человек, 90 дворовых хозяйства и 3 отдельных дома;
- Вишневецкий — посёлок над рекой Вишневецкая за 128 верст от окружной станицы, 491 человек, 77 дворовых хозяйств.

Старшинами волости были:
- 1905 — Иосиф Николаевич Прудов[2];
- 1907 — Михаил Евдокимович Чередниченко[3];
- 1912 — Д. Г. Биличенко[4].